# 大安車站 (日本)
大安車站（日语：／ Daian eki */?）是一位於日本三重縣員辨市（いなべ市）大安，由地方私鐵業者三岐鐵道所經營的鐵路車站。大安車站是該公司所屬的三岐線之沿線車站，與所在地（過去稱為大安町）的主要車站。在大安車站的站房內除了鐵路車站常見的旅行服務處（三岐觀光）之外，位在車站入口左側的圖書館，是一個比較少在鐵路車站內見得到的設施種類。
在1986年之前大安車站原名大井田，但大井田車站的實際位置其實位於今日大安車站月台東端的相反側。1986年3月25日時站址移至今日的位置的同時，也進行了站名的更改。除此之外，大安車站曾入圍中部車站百選（中部の駅百選）。

## 通過路線
- 三岐鐵道
  - 三岐線